# جيمي كيلي (لاعب كرة قدم بريطاني)
جيمي كيلي (بالإنجليزية: Jimmy Kelly)‏ (11 نوفمبر 1931 - 10 أغسطس 2003) هو لاعب كرة قدم بريطاني في مركز الدفاع. لعب مع نادي بلاكبول ونادي واتفورد وفليتوود تاون وSouth Coast United SC ‏.

## وصلات خارجية
- جيمي كيلي على موقع قاعدة بيانات كرة القدم.إي يو (الإنجليزية)